# L&M

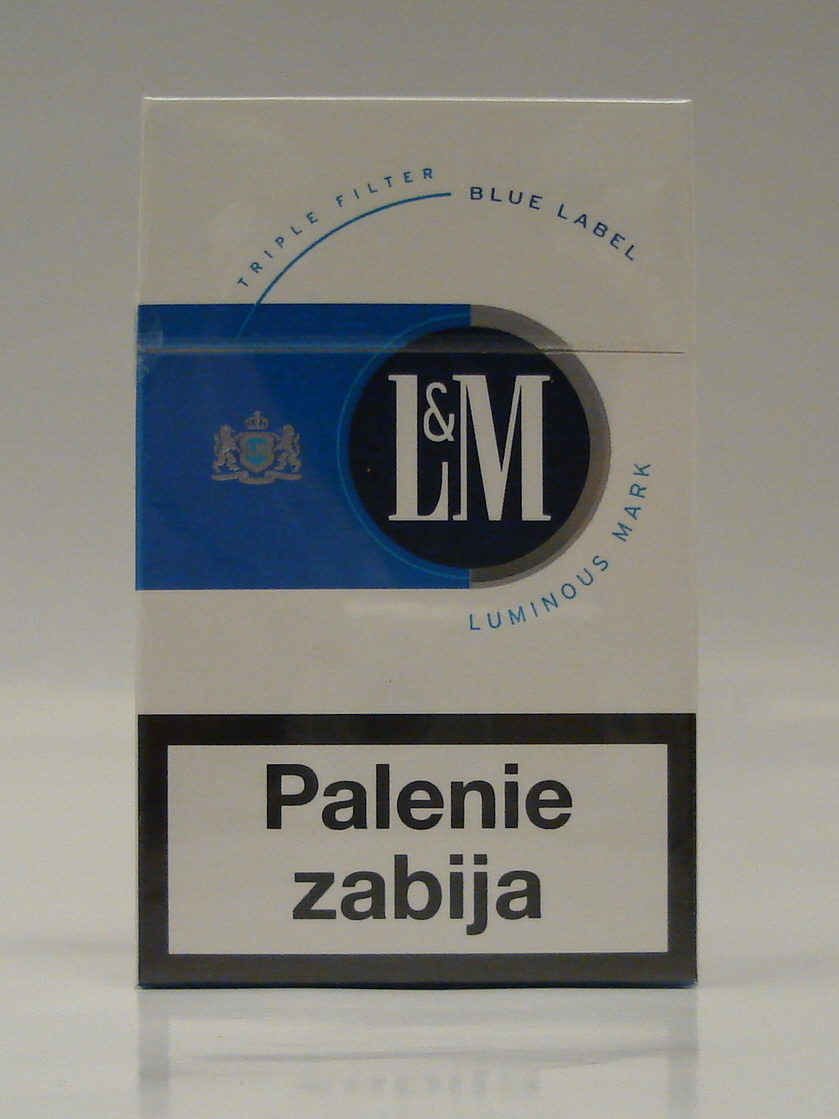
Paczka papierosów L&M Blue Label

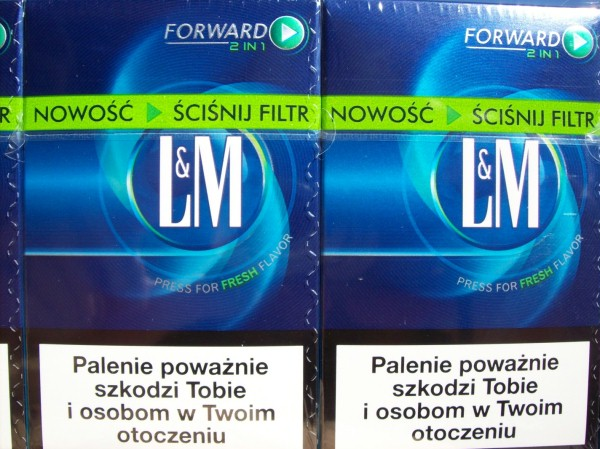
L&M Forward

L&M – marka papierosów produkowanych przez Philip Morris USA i Philip Morris International.

## Historia
- 1876 – Rozpoczęcie produkcji L&M jako tytoniu do żucia przez przedsiębiorstwo Liggett & Myers Tobbacco Company.
- 1953 – Rozpoczęcie produkcji L&M jako papierosów (pierwsze papierosy produkowane przez Liggett & Myers Tobbacco Company).
- 1963 – Gwałtowny wzrost sprzedaży L&M w ostatnich latach powoduje, że sprzedaż w tym roku przekracza 27 miliardów sztuk papierosów.
- 1967 – Wprowadzenie nowych wariantów (papierosy o rozmiarze 100 mm).
- 1975 – Zmiana opakowania i modyfikacja smaku.
- 1977 – Wprowadzenie wariantu o niższej zawartości nikotyny i substancji smolistych.
- 1999 – Sprzedaż marki przedsiębiorstwu Philip Morris Companies Inc.
- 2008 – Zmiana opakowania, wyglądu papierosów i modyfikacja smaku.

## Warianty
Na rynku polskim papierosy L&M sprzedawane są w czternastu wariantach:
- Red Label (dawniej Full Flavour)
- Blue Label (dawniej Lights)
- Silver Label (dawniej Super Lights)
- Green Label (wcześniej Menthol Cool oraz Menthol)
- Link Red (SuperSlims)
- Link Blue (SuperSlims)
- Triple Mint (SuperSlims)
- Link Easy Stix (SuperSlims)
- Link Easy Stix Mint (SuperSlims)
- Forward (wariant Blue Label z mentolową kapsułką w filtrze, aktywowaną po ściśnięciu)
- Forward Double (wariant Blue Label z dwiema kapsułkami w filtrze: mentolową i jagodową) wycofane w 2017 roku, w związku z dyrektywą unijną zakazującą sprzedaży papierosów smakowych, jednak często sprowadzane do Polski z Ukrainy
- Original Red Label 24's[potrzebny przypis]
- True Taste Red (bez dodatków smakowych, alternatywa Lucky Strike Authentic)
- True Taste Blue
- Link Forward 2 IN 1 (SuperSlims)